# Hoedekenskerke
Hoedekenskerke (Zeeuws: Oetjeskerke) is een dorp in de gemeente Borsele, in de Nederlandse provincie Zeeland. Het dorp heeft 705 inwoners (1 januari 2023).

## Gemeente Hoedekenskerke
Hoedekenskerke was vroeger een zelfstandige gemeente. Tot de gemeente Hoedekenskerke behoorden de kernen Hoedekenskerke en Kwadendamme, de twee kernen waren goed voor zo'n 1800 inwoners. De gemeente werd bestuurd vanuit de dorpskern van Hoedekenskerke, daar werd in 1953 een nieuw gemeentehuis gebouwd dat anno 2021 als dorpshuis fungeert. In 1970 ging de gemeente op in de gemeente Borsele, samen met 13 andere kernen. De laatste burgemeester was mr. M. Somers.

## Geschiedenis
Hoewel in het wapen van Hoedekenskerke drie bolhoeden zijn afgebeeld, heeft de naam van het dorp niets met hoeden te maken. De naam is afkomstig van Heer Odekijn, die in het begin van de 15e eeuw een kerk in het dorp stichtte. In de 19e eeuw werd deze Sint-Joriskerk grotendeels afgebroken, alleen het koor is bewaard gebleven. In de kerk liggen nog belangrijke verwijzingen naar verdwenen dorpen in de omgeving, zoals het noordelijker gelegen Vinninghen dat door Hoedekenskerke werd opgeslokt. De grafsteen van pastoor Jan Lenaerts die op 28 april 1518 stierf is een van de weinige verwijzingen naar het verdwenen dorp Bakendorp.

## Infrastructuur

### Havens
Hoedekenskerke was ooit een belangrijke veerhaven aan de Westerschelde, met diensten naar onder andere Terneuzen en Antwerpen. Tot 1933 was er een kleine aanlegsteiger bij het dorp. In 1930 is men de veerhaven gaan aanleggen in de voormalige Kapuinenhoek. Deze veerhaven werd ingericht met een ponton en een ijzeren brug. Aldus konden makkelijk auto's meegenomen worden. In 1933 werd een nieuwe motorveerboot gebouwd: de Koningin Emma. De haven verzandde echter langzaam en de laatste veerdienst, Hoedekenskerke-Terneuzen, werd in 1972 opgeheven, waardoor veel bedrijvigheid in het dorp wegviel. Na het dichtslibben werd de haven al snel ingericht als passantenhaven genaamd 'De Val'. Sinds 1998 wordt er vanuit de passantenhaven tijdens de zomermaanden weer een toeristische fiets- en voetveerdienst op Terneuzen onderhouden. Het oude 'wachtlokaal' voor passagiers die van de veerdienst gebruik maakten, staat nu als monument op het havenplateau van passantenhaven De Val. In 2010 was sprake van sloop van het wachtlokaal in verband met werkzaamheden aan de dijk, maar door inzet van velen is het oude monument bewaard gebleven: het gebouw werd in zijn geheel opgetild en verplaatst.
Eén kilometer in noordelijke richting ligt de tweede haven van Hoedekenskerke, de landbouwhaven. Deze haven is niet meer in gebruik. Via deze haven werd vroeger voornamelijk bulk vervoerd. Toen de gemeente Hoedekenskerke in 1970 werd opgeheven, verloor ook de haven zijn functie.

### Spoorlijn
In de dertiger jaren van de 20e eeuw had Hoedekenskerke al een tramdienst, de ringlijn (Goes - Borssele - Hoedekenskerke - Goes) van de SZB. Door de excentrische ligging van de stations aan de lijn en de opkomst van de autobus is het passagiersvervoer op de lijn gestaakt; tot in de zeventiger jaren vond er nog enig goederenvervoer, voornamelijk van suikerbieten, plaats. Er rijden door Hoedekenskerke stoomtreinen van de stoomtrein Goes - Borsele (SGB). In de vakantiemaanden exploiteert de SGB deze dienst. De dienstregelingen van stoomtram en veerdienst zijn op elkaar afgestemd.

## Ontwikkeling van het inwoneraantal gemeente Hoedekenskerke
| Jaar | aantal inwoners |
| ---- | --------------- |
| 1830 | 779             |
| 1840 | 802             |
| 1850 | 794             |
| 1860 | 844             |
| 1870 | 976             |
| 1880 | 1020            |
| 1890 | 1016            |
| 1900 | 1123            |
| 1910 | 1345            |
| 1920 | 1360            |
| 1930 | 1406            |
| 1940 | 1567            |
| 1950 | 1578            |
| 1960 | 1689            |
| 1970 | 1645            |

## Bezienswaardigheden
- De Koutermolen
- Station Hoedekenskerke

## Sportvereniging(en)
- SV Hoedekenskerke
- HKW'21